# Chi Bạch quả
Chi Bạch quả hay chi Ginkgo là một chi thực vật hạt trần, tên khoa học của chi cũng được sử dụng làm tên gọi thông thường trong tiếng Anh. Bộ mà chi này thuộc về, Ginkgoales, lần đầu tiên xuất hiện vào kỷ Permi, 270 triệu năm trước 270 triệu năm trước, và Ginkgo hiện là chi duy nhất còn sống trong bộ này. Tốc độ tiến hóa trong chi này diễn ra chậm và hầu như tất cả các loài của nó đã tuyệt chủng vào cuối thế Pliocen. Loài duy nhất còn sống sót, Ginkgo biloba, chỉ được tìm thấy trong tự nhiên ở Trung Quốc, nhưng được trồng trên khắp thế giới. Mối quan hệ giữa bạch quả và các nhóm thực vật khác vẫn chưa được nghiên cứu đầy đủ.

## Sử dụng làm thức ăn
Ở Hàn Quốc, phần nhân hạt được dùng làm thức ăn với cơm.